# 敘利亞教育

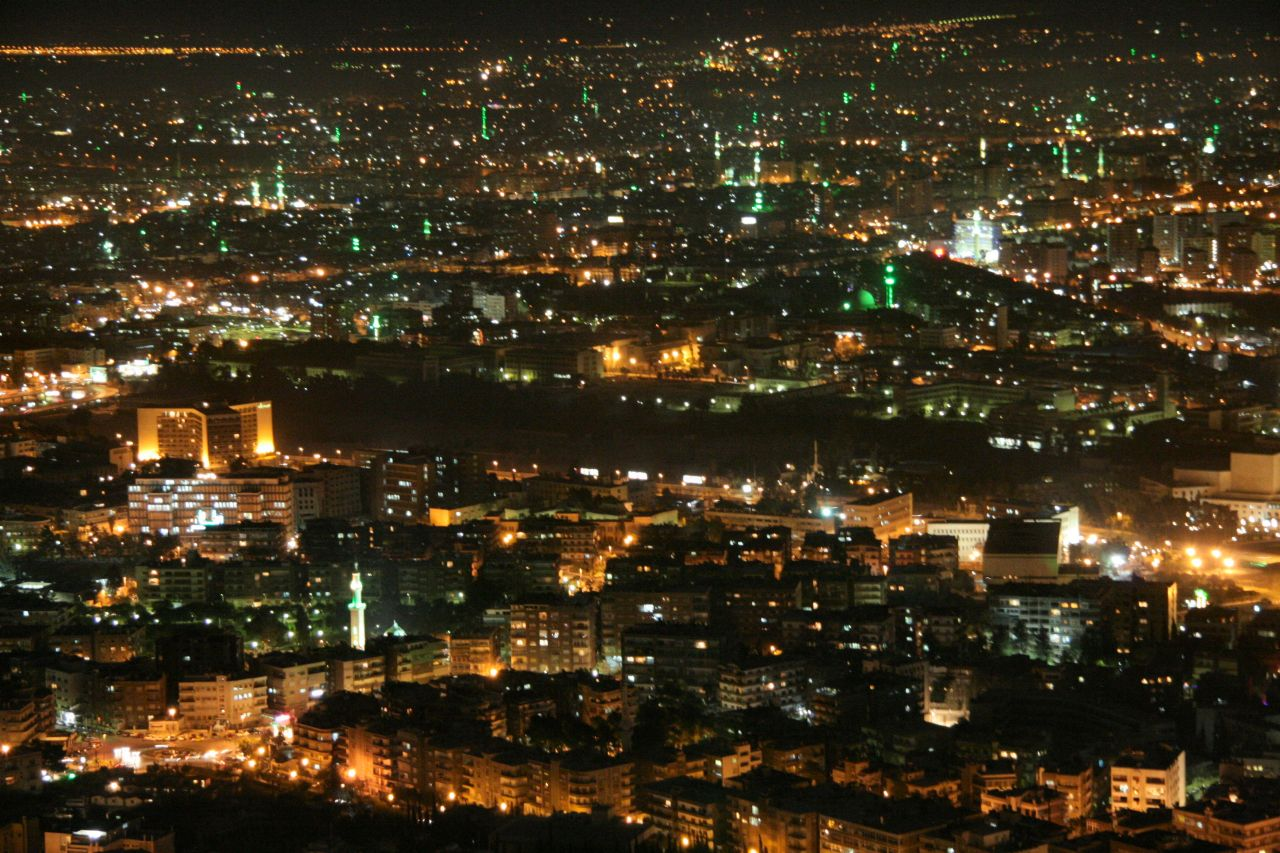
敘利亞首都大馬士革

儘管是一個低所得國家，敘利亞仍擁有良好的基礎教育系統，執政黨「阿拉伯社會主義復興黨」認為，「教育是經濟發展的基礎之一」。
在一項評估報告指出，敘利亞的識字率大約為男性60%、女性50%，低於約旦和黎巴嫩的識字率、但比鄰近的埃及高。然而在2003年的另一份資料指出，敘利亞的整體識字率已經達到大約76.9%(男性89.7%、女性64%)。

## 入學狀況
在敘利亞，幾乎所有的教育機構都是由國家建設的，但該國在2001年通過的一項法案也開始允許私立學校和私立大學的成立。即使在過去的十年當中，敘利亞的教育資源在短期內有所增加，卻很難與該國眾多的人口成比例。2003年時，敘利亞政府的預算當中，有大約8.6%作為教育經費。
敘利亞以免費的六年初等教育作為滿6歲至11歲國民的義務教育，無論男性或女性學童的入學率都接近百分之百。

## 學校課程
在中等教育方面，包括了普通中學和職業中學；然而在大部分的學校，都處於班級人數過多、且設施簡陋的狀況。在高等教育方面，敘利亞的四所大學在政策上，較強調重視工程學和醫學、而較少重視藝術、法律和商業等學科。

## 虛擬大學
2002年9月，敘利亞總統設立了該國第一個虛擬的網路大學，使該國學生能夠自美國的學術機構獲得學位。

## 教育現代化
該國政府透過一些措施，試圖增進學生的某些技能。像是促進電腦成為中學的必修課程，以及將英語、法語和俄語課程納入小學的必修課程，目標是為了透過教育，使學生能夠有使用電腦和外語能力，進而促使該國經濟邁向現代化。